# خداناباوری در ایران

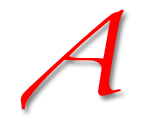
نماد بی‌خدایی در کارزار بیرون

خداناباوری علمی در ایران، خداناباوری نو در ایران یا به اختصار، خداناباوری در ایران، پدیده‌ای رو به رشد و گرایش به خداناباوری علمی و بی‌دینی در سال‌های اخیر در ایران است.
به گفته دویچه وله فارسی در دوره نظام جمهوری اسلامی ایران به دلیل استفاده از دین برای سرکوب معترضان (و سایر دلایل)، دین‌ناباوری مانند سونامی در میان جوانان ایرانی افزایش یافته‌است.

## تعریف
اندیشهٔ خداناباوری علمی، به معنای رد وجود خدا و حقانیت دین، در نتیجهٔ مطالعهٔ نوشتارهای قدرتمند علمی (معمولاً مطالعهٔ نوشتارهای گسترهٔ فیزیک، کیهان‌شناسی، زیست‌شناسی فرگشتی و نظریهٔ فرگشت) است.
این نوع نگرش از ریشه، با خداناباوری فلسفی تفاوت دارد. برهان‌های خداناباوران علمی، اغلب برگرفته از تحلیل و بررسی نوشتارهای علمی، و درک نظریه‌های جدید علومی مانند فیزیک و زیست‌شناسی است و جدا از استدلال‌های فلسفی، تاریخی و اجتماعی در رد دین و خدا است. این اندیشه برخلاف ادیان که بر ایمان دینی استوارند، بر تحقیق و پژوهش علمی، جستجو در میان یافته‌های علمی، تفکر انتقادی و ابتکار انسان استوار است.

## نظرسنجی

### نظرسنجی گمان
دین در ایران (مؤسسه گمان ۲۰۲۰)
در مرداد ۹۹، گمان (گروه مطالعات افکارسنجی ایرانیان)، گزارشی را منتشر کرد و که به گفته این گروه، از تاریخ ۱۷ خرداد ۹۹ تا ۱ تیر ۱۳۹۹ به‌مدت ۱۵ روز انجام گرفت. در این نظرسنجی، بیش از ۵۰ هزار پاسخ‌دهنده شرکت کردند و حدود ۹۰٪ پاسخ‌دهندگان ساکن ایران بوده‌اند.
بر اساس این گزارش:
- ۷۸٪ از پاسخگویان به خدا باور دارند. همچنین ۳۷٪ به مفهوم زندگی بعد از مرگ، ۳۰٪ به بهشت و جهنم، ۲۶٪ به جن و ۲۶٪ به ظهور منجی بشریت معتقد هستند. حدود ۲۰٪ از جامعه نیز به هیچ‌یک از این موارد اعتقاد ندارند.
- نتایج این نظرسنجی نشان می‌دهد درحالی‌که ۳۲٪ از این پاسخگویان خود را «مسلمان شیعه» می‌دانند، ۹٪ خود را خداناباور (آتئیست)، ۸٪ معنویت‌گرا، ۷٫۵٪ زرتشتی، ۷٪ ندانم‌گرا و ۴٫۵٪ خود را مسلمان سنی معرفی می‌کنند. همچنین گرایش به عرفان‌گرایی (تصوف)، انسانیت‌گرایی، مسیحیت و بهائیت در کنار گرایش‌های دیگر در جامعه ایران حضور دارند. حدود ۲۲٪ جامعه نیز خود را نزدیک به هیچ‌یک از این گرایش‌ها نمی‌دانند.
- حدود نیمی از پاسخگویان اظهار داشته‌اند که از دین‌داری به بی‌دینی رسیده‌اند. از سوی دیگر باورهای ۴۱٪ از افراد دربارهٔ دین یا بی‌دینی در دوران زندگی‌شان تغییر زیادی نداشته‌است. همچنین حدود ۶٪ از آنها از یک گرایش دینی به گرایش دینی دیگر تمایل پیدا کرده‌اند.
- برطبق نتایج نظرسنجی، حدود ۶۰٪ از پاسخگویان اعلام کرده‌اند که نماز نمی‌خوانند. در مقابل حدود ۴۰٪ از آنها اظهار داشته‌اند که به تناوب مختلف نماز می‌خوانند و از این میزان، بیش از ۲۷٪ جامعه اعلام کرده‌اند که پنج بار در روز نماز می‌خوانند.
- نتایج نظرسنجی نشان می‌دهد که حدود ۶۱٪ افراد پاسخگو در خانواده‌های «خداباور و مذهبی» و ۳۲٪ جامعه در خانواده‌های «خداباور اما غیرمذهبی» بزرگ شده‌اند. کمتر از ۳٪ جامعه در خانواده‌های «خداناباور» یا «ضدمذهبی» رشد کرده‌اند.
- بر اساس این نظرسنجی، نزدیک به نیمی از پاسخگویان در نظام جمهوری اسلامی ایران، دین‌ناباور (اعم از: خداناباور، انسانیت‌گرا، ندانم‌گرا، معنویت‌گرا و عرفان‌گرای دین‌ناباور…) هستند.[۴][۵][۶]

### نظرسنجی‌های قبلی
دین در ایران (سال ۲۰۱۱)
بر پایه نظرسنجی مرکز تحقیقات پیو در سال ۲۰۱۲ درصد خداناباوران در ایران ۰٫۱ درصد بوده‌است. بر پایهٔ سرشماری سال ۱۳۹۰، وضعیت دین در ایران، این‌گونه بود: ۹۹٫۹۸٪ مسلمان و ۰٫۰۲٪ به دیگر اقلیت‌های به رسمیت شناخته باور دارند؛ همانند مسیحیت، یهودیت و زرتشت. بر پایهٔ نظرسنجی انجام‌شده توسط مؤسسه جهانی پیمایش ارزش‌ها (WVS) انجام شده ۹۶٫۵٪ درصد از ایرانیان خود را مسلمان می‌دانند. بر پایهٔ اطلاعات نامه جهان-که توسط CIA منتشر شده-۹۰ الی ۹۵ درصد از ایرانیان مسلمان، خود را به عنوان شیعه، که مذهب اصلی در ایران است، می‌شناسند و حدود ۵ الی ۱۰ درصد از آن‌ها خود را سنی یا صوفی می‌دانند.

## علل
به گفته سایت آتئیست ایران گرایش روزافزون ایرانیان به خداناباوری علمی و بی‌دینی در سال‌های اخیر، پژوهشگران را واداشته که به‌دنبال دلایل آن بروند. دیدگاه بیشترشان در این‌باره، گسترش آزادی اندیشه و ظهور علم مدرن، به‌خصوص در گسترهٔ ژنتیک، فیزیک و زیست‌شناسی است که نه تنها در ایران، بلکه در بسیاری از جوامع، باعث گسترش این اندیشه شده‌است. این آزادی اندیشه به همراه دسترسی به اینترنت، باعث شده مردم و به‌خصوص جوانان، پاسخ پرسش‌هایشان درمورد پیدایش جهان، به وجود آمدن انسان و… را با جستجو در یافته‌های جدید علمی پیدا کنند.

### چهار سوار

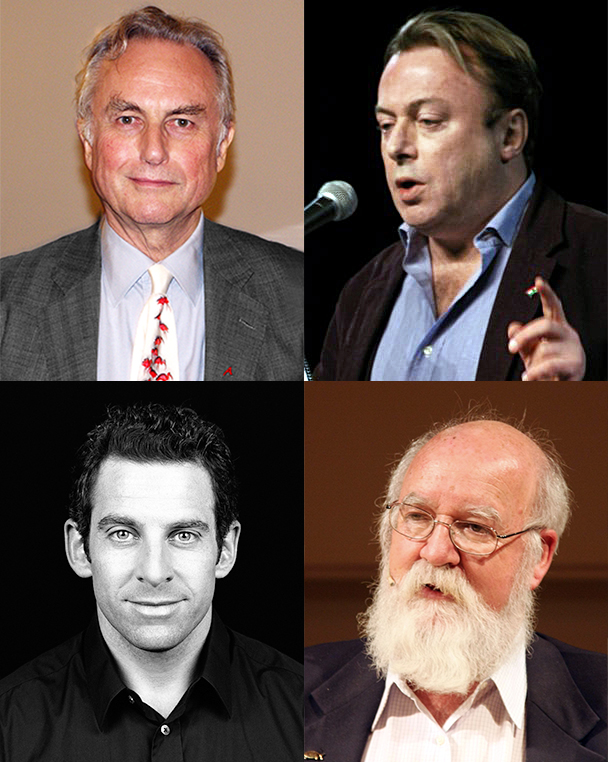
در جهت عقربه‌های ساعت از سمت چپ بالا: ریچارد داوکینز، کریستوفر هیچنز، دانیل دنت و سم هریس.
به‌گفتهٔ ریچارد داوکینز: «ما همه در مورد بسیاری از خدایانی که جوامع باور داشته‌اند بی‌باوریم، برخی از ما فقط یک خدا پیش‌تر رفته‌اند».

مطالعهٔ کتاب‌های پرفروش ریچارد داوکینز، زیست‌شناس مشهور بریتانیایی، سم هریس، کریستوفر هیچنز و دنیل دنت (و برخی از افراد دیگر)، دلیل دیگری برای این پدیده است. این چهار نفر که تأثیر بسیاری هم در خداناباوری نو گذاشته‌اند، به چهار سوار معروف‌اند. این کتاب‌ها به همراه بسیاری از کتاب‌های ممنوعه دیگر، به‌خصوص درمورد نقد دین، در ایران به‌طور زیرزمینی به فروش می‌روند.

### فضای بسته جامعه
به گفتهٔ برخی از جامعه‌شناسان، دلیل این پدیده، فضای ایجاد شده توسط حکومت جمهوری اسلامی ایران است که ایرانیان به آن معترض‌اند. به گفته این کارشناسان، ایرانیان تحت فشار حکومت، مجبور به انکار یا مخفی کردن باورهایشان در جامعه هستند، درحالی‌که در فضای مجازی می‌توانند آزادانه افکار و عقاید خود را بیان کنند. اکنون نیز، بسیاری از ایرانیان در فضای مجازی، خود را خداناباور یا دین‌ناباور اعلام می‌کنند؛ در حالی است که تعداد بسیاری از آن‌ها در خانواده‌های مذهبی زاده شده‌اند.

### ترویج خرافات توسط دولت و رفتار مسولان
دلیل دیگری که برای این پدیده عنوان شده، ترویج خرافات از سوی برخی مسئولان جمهوری اسلامی و رسانه‌ها به‌طور رسمی و استفاده حداکثری از دین برای مقابله با معترضان اعتراضات سال ۱۳۸۸ است. یکی از کسانی‌که بارها متهم به ترویج خرافات شده‌است، محمود احمدی‌نژاد، رئیس‌جمهور پیشین است. احمدی‌نژاد، بعد از سخنرانی در مجمع عمومی سازمان ملل، مدعی شد که یک «هاله نور» در تمام مدت سخنرانی، او را احاطه کرده بود. او بعدها بیان چنین ادعاهایی را رد کرد. پس از اختلاف میان او و رهبر جمهوری اسلامی، برخی از رسانه‌های اصولگرا از کمک گرفتن دولت از رمالان خبر دادند. حتی به گفته مسئولان قضایی جمهوری اسلامی، چندین نفر هم در این رابطه دستگیر شدند. برخی از خبرگزاری‌ها اظهارات فردی را منتشر کردند که متهم شده بود با استفاده از رمالی و همکاری با برخی از نزدیکان احمدی‌نژاد، از صدها زن سوءاستفاده جنسی کرده‌است.
به گفته احمد قدیری ابیانه تفاوت بین رفتار و گفتار علما، روحانیون و مسئولان از عوامل دین‌گریزی است. به گفته یک دلیل دیگر این است که اگر اسم حکومت، دینی باشد و بعد از جانب این حکومت چه از جانب مستقیم توسط خود حکومت و چه به هر دلیل بیرونی دیگری مثلاً تحریم، یا هر چیزی مردم دچار مشکل شوند و حکومت را مقصر ببینند نسبت به دین هم بدبین می‌شوند.

### دلایل دیگر
به‌گفته احمد قدیری ابیانه به جز رفتار مسئولان، عدم پاسخ به شبهات و تصورات اشتباه از دین از عوامل دین‌گریزی در ایران است. به گفته مهراب صادق نیا تبلیغ و تبیین دین به روش‌های سنتی به جوانان امروز، عدم استفاده درست از رسانه‌ها برای تبلیغ دین، اشتباهات مسولان و روحانیون از عوامل دین گریزی است. به گفته باشگاه خبرنگاران جوان هجمه فرهنگی شبکه‌های ماهواره‌ای و طراحی محتوایی دشمن و کم‌کاری نهادهای متولی و آموزش و پرورش از عوامل مؤثر و اثرگذار در دین گریزی به‌شمار می‌رود.

## رشد خداناباوری و دین‌ناباوری در میان حوزویان
به گفته دویچه وله با اینکه شماری از سران نظام جمهوری اسلامی ایران، حوزوی هستند؛ پدیدهٔ خداناباوری و ندانم‌گرایی، مانند گرایش به موسیقی و همانندهای آن، در میان حوزویان به ویژه جوان، هر چند به گونهٔ پنهانی، در حال گسترش است.
به گفته یکی از جامعه‌شناسان اصولگرا، ارتداد از اسلام در میان طلبه‌ها فراوان شده‌است. و به گفته او رنسانس ایران از قم و از میان طلبه‌های مرتد آغاز خواهد شد؛ مانند همان رخدادی که در غرب برای کشیشان روی داد و منجر به رنسانس شد.

## قوانین جمهوری اسلامی ایران دربارهٔ خداناباوری
ایران قوانین سختگیرانه‌ای دربارهٔ خداناباوران یا به‌طور کلی، افراد مرتد دارد، زیرا در قوانین اسلامی، حکم ارتداد برای مرد اعدام (چه توبه کند یا نکند) و برای زن، حبس ابد (در صورت عدم توبه) است. برطبق گزارش اتحادیه جهانی انسان‌گرا و اخلاق‌گرا، در مقایسه با سایر کشورها، افراد مرتد در کشورهای اسلامی با شدیدترین برخورد روبرو می‌شوند. ایران یکی از هفت کشوری است که مجازات افراد مرتد در آن، اعدام است. افراد مرتد در ایران، شهروند حساب نمی‌شوند و از حق و حقوق شهروندی نیز، محرومند؛ آن‌ها برای برخورداری از این حقوق، باید خود را پیرو یکی از پنج دین رسمی (اسلام، مسیحیت، یهودیت، زرتشتی و صابئی) کشور، اعلام کنند.

### کیفر دین‌ناباوران و نوکیشان
شمار چشمگیری از ایرانیان در حال دور شدن از اسلام هستند.
انسان‌های خداناباور (آتئیست) اگر باورشان را آشکار کنند، با کیفر اعدام روبه‌رو می‌شوند. افراد دین‌ناباور، مانند پیروان دین‌های غیر کتابی، از جهت قانونی، حق تحصیل در دانشگاه را ندارند. سابقهٔ محکومیت افراد به دلیل شرکت در مراسم دینی وجود داشته‌است. در آذر ۱۳۹۹، ابوالحسن کمالی به هفت ماه زندان در خانه با پابند الکترونیکی و شرکت در مراسم‌های مذهبی (با تأیید روحانی مسجد) محکوم شد. اتهامات وی، «توهین به مقدسات و نشر اکاذیب» بوده‌است.

#### اعدام نوکیشان
همه کسانی که از دین اسلام، روی‌گردان شوند، حکمشان اعدام است. تا کنون افراد بسیاری در ایران به‌دلیل مرتد شدن، به زندان رفته یا اعدام شده‌اند. سینا دهقان، آتئیست، یکی از چنین افرادی است. او یک کانال در لاین برای نوشتن ایده‌های خود در نقد اسلام و قرآن ایجاد می‌کند. در ۲۱ اکتبر ۲۰۱۵ در راه بازگشت از مرکز آموزش خدمت سربازی به خانه، توسط اطلاعات سپاه دستگیر می‌شود. به گفته او پس از شکنجه و بازجویی طولانی تحت فشار شدید، آن‌ها مرا مجبور به اعتراف به اقدامات خود کردند و آن‌ها مرا به مجازات اعدام، محکوم کردند. او تا هنگام اجرای کیفر اعدام، در زندان به سر می‌برد.

## برخی از ایرانیان سرشناس خداناباور
- مسعود انصاری
- آرامش دوستدار
- محمدرضا نیکفر
- علی دشتی
- پیروز دوانی
- شاهین نجفی
- بزرگ علوی
- رضا فاضلی
- مریم نمازی
- مینا احدی
- آوتیس سلطان‌زاده
- اشکان کوشانژاد
- بهروز بوچانی
- اشرف دهقانی
- راضیه غلامی شعبانی
- صادق هدایت
- افشین الیان
- فرود فولادوند
- ژیلا مساعد
- مسعود احمدزاده
- آرمین نوابی
- وریا امیری